# ウイニングラン (コンピューターゲーム)
『ウイニングラン』（Winning Run）は、ナムコ（後のバンダイナムコアミューズメント）が開発したレースゲーム。1989年2月稼動開始。業務用3Dシステム基板「SYSTEM21」の第一弾ソフトとして発表された、日本産アーケードゲーム初のフルポリゴン3Dレースゲームである。
当時ナムコは、国内アーケードゲーム業界初のポリゴン処理に特化したシステム基板であるSYSTEM21を「ポリゴナイザー」（Polygonizer）と命名して宣伝しており、本作を紹介する際のキーワードの1つとなっていた。
ゲーム雑誌「ゲーメスト」の誌上企画「第3回'89年度ゲーメスト大賞」において、編集部特別賞を受賞、ベストグラフィック部門で7位を獲得した。
元々は1987年頃のリリースを目指していたが、初のポリゴンゲームということもあって開発が非常に難航した。このため営業からの要望もあり、本来本作の後にリリースする予定だった『ファイナルラップ』を前倒しで投入せざるを得なくなるなど、かなりの難産だったという。

## ゲーム内容
最初に2つのモード（EASY / TECHNICAL）のどちらかを選択し、PRACTICE（予選）、GRAND PRIX（決勝）の順に出走する。
- EASY（初級者用）

F3000クラスのカテゴリー（3速MT+後退 仕様）。搭乗車両はレイトンハウスを模したブルーのカラーリング。
- TECHNICAL（上級者用）

F1クラスのカテゴリー（5速MT+後退仕様）。搭乗車両はフェラーリを模したレッドのカラーリング。
- PRACTICE（予選）

規定時間（60秒）以内にコースを1周すると決勝進出（できなければゲームオーバー）。ラップタイムで決勝のスターティンググリッドが決まる。予選では他の車両がかなり離れて配置され、順位もマークされないので、自分の走りに集中することができる。
- GRAND PRIX（決勝）

他の車両と同時にスタートし順位を競う。規定時間内に1周するとタイマーが延長され、レースを継続できる。EASYは3周、TECHNICALは4周するとゴール。優勝すれば、栄光のウイニングランを見ることができる。また、TECHNICALでゴールするとネームエントリーができ、上位者はリストアップされる。そのため、ゲーム上で優勝を手にする腕前になっても、リストの上位に名を連ねようとする人間同士のタイムアタックが繰り広げられた。

## 筐体
シーケンシャルタイプのマニュアルトランスミッションの位置は当時のフォーミュラカーの実車と同様に右手で操作するポジションとなっていた。しかもレブカウンター（エンジン回転数計）もCGで表示されており、エンジン音を聴きながらタイミング良くシフト操作することが求められた。スタート時の回転数は重要で、スムーズな加速（ロケットスタート）を得るには一定の回転数を保った状態でアクセルを踏んでおく必要があった（F3000とF1ではエンジン吹けあがり方も違えば、レッドゾーンの設定も異なり、加速性能・最高速度なども違っていた）。ステアリングも実車のフォーミュラカーを模した小径タイプの物が採用されていた。
ゲーム発売当初は可動機構を備えた大型筐体でのみ販売。コースのバンク角に合わせ、筐体自体がシートを左右15度、前後7度に動くことで臨場感が増すものであった。後に可動機構を排した小型のスタンダード版（1989年6月）もリリースされている。

## レースの詳細
コースにはバンク、ヘアピン、トンネルなどが再現され、微妙なライン取りやアクセルワーク、ブレーキングポイントがタイムに影響する。決勝では他の車両と競り合いながら走行することになるので常にベストなラインを取れるわけではない。仮に予選でベストなラインで走れたとしても、決勝で1位になるにはベストなラインをあえて外して攻める必要もある。ただし、この決勝ではタイヤにグリップ力の概念が再現されており、無茶なドライビングをすると即スピンとなった。そのため、できるだけ実車同様に基本に忠実なオングリップ走行が求められた。
また、空気抵抗の概念もあり、スリップストリームも再現されている。さらに、後続車の動きは左右のミラーやエンジン音で再現されており、抜かれないようラインをブロックする必要もあった。
ヘアピン部分で素早く方向転換する目的で、わざと減速せずに壁にぶつかるという有名な技もあった（俗に「壁ターン」と呼ばれた）。これは意識しなくても、コーナリングに失敗して自然とそうなってしまう場合もある。これはクラッシュという概念が設定されていなかったことによる。
競争相手として、F3000クラスでは国内の有名ドライバー、F1クラスは有名F1パイロット名をもじった名前がグリッドに名を連ねていた。車のカラーリングは、赤白のマールボロ・マクラーレンF1カラーや、ロータスのキャメルイエロー等が再現されていた。さらに当時においては、フジテレビ系列によるF1中継（F1グランプリ）の開始、セナ・プロスト・マンセル・ピケ・ベルガー・中嶋悟らが繰り広げる名勝負、ホンダエンジンの圧倒的なターボパワーの魅力、さらに鈴鹿サーキットでの日本グランプリの開催などなど、大きな盛り上がりを見せた当時のF1ブームも相まって、そうした要素は臨場感を非常に高める要素となっていた。

## シリーズ作品
続編として、鈴鹿サーキットを再現し、最大8人までの通信対戦機能を搭載した『ウイニングラン鈴鹿GP』と、全体的に難易度の下がった『ウイニングラン'91』がある。これらの作品は通信対戦を主としているので、コンピューターカーは障害物もしくはスリップストリームを発生させるためのアイテムに過ぎなくなっていた。
筐体は『ウイニングラン』のDX筐体・SD筐体と概ね共通で、通信機能や7セグによる順位表示機能を追加した仕様となっている。

### ウイニングラン鈴鹿GP
1989年12月稼働開始。ゲーム開始時のモード選択が、前作のEASY / TECHNICALから、AUTOMATIC / MANUALに変更。モードによる周回数の違いもなくなっている。車体カラーは最大4種類で、コックピットパネルもそれぞれ違うデザインになっているが、性能自体に差は設けられていない。通信対戦においては『ファイナルラップ』と同様、2位以降の車両のスピードに補正がかかる弱者救済システムが採用された。
コースレイアウトは基本的に実在のコースを踏襲しているが、シケインには壁が設けられており、ショートカットができなくなっている。
- AUTOMATIC（初級者用）

5速AT+後退仕様。後退するには、1速で120km/h以下の時にシフトダウンする。
- MANUAL（上級者用）

6速MT+後退仕様。AT/MT間で最高速度に差はないが、操作次第でMTの方が効率よく加速できる。
- PRACTICE（予選）

コースの東側半分のみを走行する。デグナーカーブ手前をゴールとして、完走タイムまたはゴールまでの距離で順位が決まり、その順位により決勝のスターティング・グリッドも決定される（完走しなくても決勝には進出できる）。予選ではグリップが強化され、どんなにハンドルを切ってもスピンしない仕様になっている。
- GRAND PRIX（決勝）

決勝は制限時間内にチェックポイントを通過しつつ、コース全体を2周する（対戦では首位のプレイヤーがポイントを通過すれば全員のタイマーが加算される）。予選とは違い、むやみにハンドルを切ると簡単にスピンする。

### ウイニングラン'91
1991年3月稼働開始。レースの舞台が再びオリジナルコース（ナムコサーキット）に変更された。操作性も見直され、タイヤのグリップ強化等、初心者を意識した調整が施されている。モード選択は前作同様だが、AUTOMATICは5速から6速に変更。コックピットパネルも90年度F1のモデルをベースにデザインが一新された。
今作は予選がなく、スターティング・グリッドはコインの投入順で決まる仕様となっている。レースは制限時間内にチェックポイントを通過しつつコースを2周し、順位を競う。
関連作品として、本作と同じコース・BGMを使用した3画面大型筐体レースゲーム『ドライバーズアイ』が、1991年2月より稼働している。

## イベント・TV番組
ウイニングラン体験イベント
1989年1月28・29日、新宿アルタ前広場で開催された『ウイニングラン』初の大衆向けお披露目イベント。タイムアタック大会が催され、予選参加者120人の中から勝ち抜いた優勝者3名にトロフィが贈られた。
歌のトップテン
日本テレビ製作の生放送音楽番組『歌のトップテン』1989年2月20日放送回にて、当時F3ドライバーであった近藤真彦が歌唱前に『ウイニングラン』をプレイし、レースの腕前を披露するという一幕があった。
ビートたけしのスポーツ大将
テレビ朝日製作のスポーツバラエティ番組『ビートたけしのスポーツ大将』にて、1989年4月15日に行われた、シビックカーレースの予選に『ウイニングラン』が使用された。
ヤンマガ杯ウイニングラン鈴鹿GP in 新宿
1990年1月27・28日に新宿アルタ前広場で開催された、講談社ヤングマガジン主催のイベント。6台の『ウイニングラン鈴鹿GP』による通信対戦でレースが競われた。優勝者にヤンマガ1年分と「F1アメリカGP観戦ツアー」が贈られた。

## 関連商品

### 映像ソフト
ウイニングラン
（VHS：V32X9657 / β：X32X9657 / 収録時間：20分）
ポニーキャニオン/サイトロンレーベルより、1989年7月21日発売。初代ウイニングランの基本テクニック、コーナー攻略の要点、逆走等の小ネタの他、「16位出走のバトルレース」「テクニカル・タイムアタック2分20秒87」等の映像が収録されている。

### 音楽ソフト
ウイニングラン-G.S.M.namco 2-
（CD：D24B1003 / CT：24P60083 / 収録時間：64分47秒）
ポニーキャニオン/サイトロンレーベルより、1989年7月21日発売。初代ウイニングランのオリジナル音源及びアレンジ曲を収録。
ファイナルラップ2-G.S.M.namco 3-
（CD：PCCB-00040 / CT：PCTB-00012 / 収録時間：60分10秒）
ポニーキャニオン/サイトロンレーベルより、1990年9月21日発売。ウイニングラン鈴鹿GPのオリジナル音源、アレンジ曲を収録。
『サイトロン・ビデオゲームミュージック年鑑1990』（CD3枚組：PCCB-00055 / 1991年2月21日発売 / 収録時間：184分48秒）にも再収録された。
ビデオゲーム グラフィティ VOL.8
（CD：VICL-8074 / 収録時間：44分52秒）
ビクターエンタテインメントより、1993年4月21日発売。ウイニングラン'91（ドライバーズアイ）のオリジナル音源を収録。